# Johanneskerk (Laren)
De Johanneskerk is een kerkgebouw in Laren in Het Gooi. Al bijna 500 staat het historische gebouw aan de Naarderstraat. Het wordt nog altijd gebruikt voor bijzondere diensten, zoals een huwelijksvoltrekking of uitvaart, maar ook voor lezingen en concerten. De kerk maakt deel uit van de Protestantse Gemeente Laren – Eemnes.
De inwijdingsdatum van de kerk is nauwkeurig bekend, deze staat op de balk in de triomfboog. Daar staat: "Dies Lambertus 1521" ofwel "Ingewijd op Sint Lambertus 1521". Sint Lambertus viel op 17 september. Zestig jaar later, in 1581, ging de kerk over in Protestantse handen. Laren bleef echter overwegend katholiek waardoor de kerk nauwelijks werd gebruikt en onderhouden en in 1618 was een restauratie noodzakelijk.
Eind 18e eeuw was er nog een mogelijkheid dat de kerk weer katholiek zou worden. De Staatsregeling 1798 verkondigde de gelijkheid van kerkgenootschappen. De Hervormde Kerk was niet langer een staatskerk en binnen een periode van zes maanden moest elke plaats een regeling treffen over het bezit van de kerken en kerkelijke goederen. In Laren bleef de kerk Hervormd, maar over het proces dat hierachter heeft gezeten, is niets bekend.
In 1926 vond er wederom een grote restauratie plaats. Het oorspronkelijke metselwerk kwam weer terug na het verwijderen van een pleisterlaag. De hoofdingang aan de Naarderstraat werd afgesloten en de kerkgangers konden alleen nog binnenkomen via een deur in de toren. In 1995-1996 vonden weer herstelwerkzaamheden plaats na de ontdekking van schade door boktorren in de houten kap.
In 1970 werden kerk en toren een rijksmonument.
In september 2021 werd het 500-jarig bestaan van de Johanneskerk gevierd.
De lengte van het schip is 20,4 meter en de breedte is 6,9 meter. Er zijn in de kerk zo'n 120 zitplaatsen. De buitenmuren zijn 40 cm dik. 

## Naslagwerk
- Bruijn, Jan de & Michielse, Henk e.a. De Johanneskerk te Laren, 1521-2021. Uitgeverij Verloren (2022) ISBN 9789087049836